# موسى كامارا (لاعب كرة قدم مواليد 1994)
موسى كامارا (مواليد 16 يونيو 1994) هو لاعب كرة قدم مالي يلعب في النادي الرياضي لحمام الأنف.

## روابط خارجية
- موسى كامارا (لاعب كرة قدم مواليد 1994) على موقع قاعدة بيانات كرة القدم.إي يو (الإنجليزية)
- موسى كامارا (لاعب كرة قدم مواليد 1994) على موقع Soccerway.com (الإنجليزية)